# Conquesta finlandesa de la Carèlia Oriental (1941)
La Conquesta finlandesa de la Carèlia Oriental (1941) es refereix a la campanya militar portada per Finlàndia el 1941, dins de la Guerra de Continuació contra la Unió Soviètica. Les tropes finlandeses van ocupar la Carèlia Oriental soviètica, mantenint-la fins al 1944.

## Inici de l'ofensiva
Durant el mes següent a l'esclat de la Guerra de Continuació, l'Exèrcit de Carèlia havia restat al lloc, replegant les seves forces i preparant-se per la continuació de l'ofensiva quan els finlandesos haguessin reconquerit l'istme de Carèlia. Els soviètics havien preparat noves fortificacions, així com desplaçat noves tropes al front. Quan es resolgueren els encerclaments a la riba occidental del llac Ladoga, la 7a divisió finlandesa va ser enviada com a nexe entre el VI i el VII Cossos, on els podria donar suport a tots dos.
L'ofensiva finlandesa s'inicià durant les primeres hores del 4 de setembre a Tuulos, des d'on es llançà la major barrera d'artilleria llançada en la història finlandesa. Aquesta acció, la seva eficàcia, les pràctiques principals i l'ús de la munició va ser curosament inspeccionat just després de la batalla, fent que es millorés fins a arribar a la perfecció a la batalla de Tali-Ihantala. Després de la barrera, la 5a Divisió travessà el riu Tuulos a 7 km de la desembocadura de riu a les 5 del matí. La travessa del riu va ser senzilla, però ben aviat la defensa soviètica s'enfortí. El batalló blindat finlandès seguí la punta de llança i ajudà a destruir els punts forts soviètics, fins que finalment es tallà la carretera de la costa a les 11 del matí. El contraatac soviètic s'inicià a les 13:00, i aconseguí encerclar als soviètics que havien avançat per la costa. A les dues, quan la situació semblava perillosa pels finlandesos, el coronel Karhu llançà la divisió de reserva, el 4t destacament lleuger, i juntament amb els tancs aconseguiren trencar l'encerclament a les 17:30, dispersant als defensors i arribant a la costa del llac Ladoga, reduint la ruta de les tropes entre ells i el riu Tuulos. Durant la nit, les tropes encerclades van ser destruïdes (la 3a brigada de Marina Soviètica i els regiments d'infanteria 452 i 419); i la ruta cap a Olonets estava oberta.
Tan aviat com s'havia assegurat l'avanç, el Destacament Lagus va córrer per la 5a Divisió cap a Olonets, que conquerí el 5 de setembre després d'un breu intercanvi de foc. Des d'allà avançaren cap al riu Svir durant la nit, on les primeres unitats hi arribaren a les 5 de la matinada del 7 de setembre. El Destacament Marttinen va ser separat del Destacament Lagus i del batalló blindat, avançant cap a l'est des d'Olonets, capturant el costat nord del pont ferroviari del riu Svir, tallant la branca occidental del ferrocarril de Murmansk el matí del 8 de setembre.
Al costat esquerre de la 5a Divisió, la 17a Divisió no va tenir tant d'èxit, amb la 3a Divisió Soviètica capaç de mantenir les seves posicions a Säntämä. Més al nord, les coses van anar millor per a la 17a, amb el seu 13è Regiment arribant fins a la carretera Olonets-Petrozavodsk al vespre el 5 de setembre, on el 34è Regiment seguí el seu avanç cap al sud per la carretera. Des d'Olonets, el 44è Regiment, que formava part del Destacament Lagus, començà a avançar per la carretera cap a Nurmoila el 6 de setembre, capturant-la l'endemà al matí. Això significà que s'havien tallat totes les connexions per carretera de la 3a Divisió Soviètica, que es va veure obligada a marxar de Säntämä per intentar reconquerir Nurmolia, temptativa que fracassà. Durant el 7 de setembre, els finlandesos aconseguiren capturar tota la carretera entre Nurmolia i la posició del 34è Regiment, però la 3a Divisió soviètica va aconseguir trencar les línies finlandeses abandonant tots els seus vehicles el 8 de setembre, i travessaren la carretera fugint a través del bosc.
La 17a Divisió marxà cap al riu Svir i començà a netejar ambdues ribes, des del pont on el ferrocarril de Murmansk travessa el riu. Els soviètics havien reforçat la zona amb la recentment arribada 314a Divisió, i l'avanç soviètic va alentir-se. Pel 22 de setembre, els finlandesos havien consolidat una font de 40 km d'ample i d'entre 5 i 10 km de fondària a la riba sud del riu Svir.

## Petrozavodsk

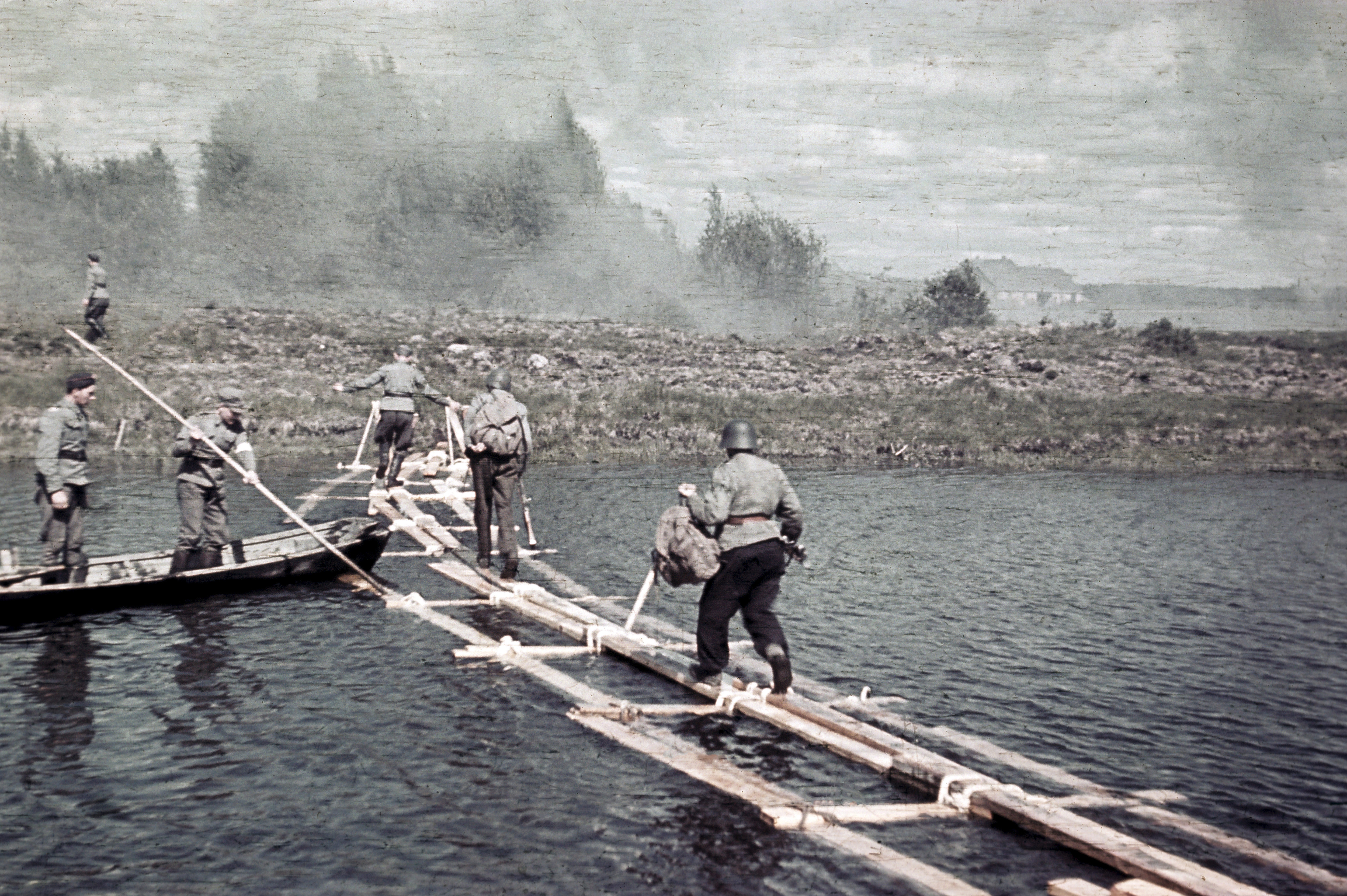
Soldats finlandesos travessant el riu Olonets

Al nord de la 7a Divisió, les divisions 1 i 11 es preparaven per atacar a través de la carretera Olonets-Petrozavodsk. Conseqüentment, començaren a capturar ponts al riu Säpsänjoki el 31 d'agost. Aquí els soviètics també havien preparat defenses a través de la carretera, de manera que els finlandesos decidiren avançar pels boscos per tal d'encerclar als soviètics. El 7 de desembre van aconseguir tallar la carretera Aunus-Petrozavodsk al nord del nus de carreteres de Prääsä, que capturaren l'endemà, tallant les línies de subministrament de la 272a Divisió soviètica i dels regiments 9a i 24è. La 1a Divisió finlandesa atacà les seves posicions i el 7 de setembre arribà a la carretera principal.
Els soviètics llançaren un contraatac per obrir la carretera de des d'ambdós costats contra les barricades de Petrozavodsk entre l'11 i el 13 de setembre, però no aconseguiren obrir la carretera. Això els forçà a abandonar el seu equipament pesat i retirar-se pels boscos cap a l'est, en una marxa de 3 dies. Després que la zona fos netejada de tropes soviètiques, l'11a Divisió continuà l'atac el 20 de setembre avançant cap a la carretera principal, forçant als seus defensors a abandonar les seves posicions. El 24 de setembre, l'11a Divisió arribà fins a Puoliväli, a 20 km de Petrozavodsk.
Mentrestant, el coronel Lagus havia reunit les seves tropes al pont ferroviari del Svir. El 18 de setembre va reprendre l'ofensiva atacant cap a l'est al llarg del riu fins al poble d'Ostretstina, on va tombar cap al nord cap a Latva. Entre el 15 i el 20 de setembre la 7a Divisió havia avançat uns 30 km a través de pantants i boscos espessos cap a l'estació de Latva, a la línia fèrria de Murmansk. La intenció d'aquestes maniobres era encerclar en un doble encerclament als defensors soviètics, que havien preparat defenses a través de la línia fèrria i que tenien el suport d'un tren blindat, impenetrable per a les armes anti-tant finseses. L'atac finlandès aconseguí sorprendre els defensors, i la línia fèrria va ser tallada i el poble de Latva conquerit el 21 de setembre. Les tropes soviètiques encerclades començaren una retirada immediata cap al nord a través del ferrocarril, i amb l'ajut del tren blindat van aconseguir trencar l'encerclament i retirar-se cap al nord el 22.
Lagus no va esperar-se a que finalitzessin els combats a l'estació de Latva, ordenant que 2 batallons comandats pel tinent coronel Björkman ataquessin pel nord de Latva, arribant el 24 de setembre a la riba del llac Onega al poble de Derevjannoje, tallant la darrera connexió terrestre al sud de Petrozavodsk.
El dia 25 Lagus ordenà a Björkman que tallés el pas del tren prop de Petrozavodsk, i el 27 de setembre ho feu a Orsega. L'endemà, estava a només 4 km de Petrozavodsk, quan el seu atac va ser aturat a causa del fet que les tropes eren necessàries a Orsega, on els soviètics estaven intentant trencar l'encerclament. El 29, els soviètics aconseguiren obrir-se pas a través del front finlandès a Orsega, aconseguint avançar 5 km al nord abans que els finlandesos els aturessin. La 7a Divisió seguia les passes dels soviètics i el 30 de setembre s'inicià una lluita ferotge a Orsega. El 9è Regiment de la 7a Divisió atacà al sud per la carretera de la costa del llac Onega, arribant al riu Svir el 2 d'octubre. Estava previst travessar el riu immediatament, però es va haver d'ajornar davant la negativa de les tropes esgotades a travessar el riu de nit. La travessa tingué lloc el 6 d'octubre a les 14:00, i durant la setmana següent la 7a Divisió creà un cap de pont de 10 km de fondària a la riba sud del riu Svir, fins que l'arribada de la 114a Divisió aturà l'avanç i els finlandesos començaren a preparar posicions defensives.
El 26 de setembre, les divisions 1a i 11a continuaren el seu atac cap a Petrozavodsk. Les tropes soviètiques van advertir la situació d'amenaça i van començar a evacuar tropes de Petrozavodsk, de manera que quan els finlandesos tallaren la carretera principal i la línia ferroviària de Petrozavodsk el 30 de setembre, la major part de les tropes soviètiques ja havien abandonat la ciutat. Els darrers defensors van ser evacuats pel llac i els finlandesos van capturar la ciutat al matí de l'1 d'octubre.
La 3a Divisió soviètica va adonar-se que la carretera del nord estava bloquejada, i després de destruir el seu equipament pesat (incloent el tren blindat) es retirà cap al bosc i començà una llarga retirada cap al sud. El 30è Regiment d'Infanteria finlandès inicià la persecució, i després de dues setmanes, els darrers centenars d'homes restants aconseguiren escapar pel riu Svir.
Al costat esquerre de l'11a Divisió, la 4a Divisió avançà a través de la línia del ferrocarril Sortavala-Petrozavodsk. Abans de la Guerra d'Hivern aquella zona havia estat molt fortificada, i l'avanç va ser molt més lent, fent que la 4a Divisió estigués a 128 km de Petrozavodsk quan la ciutat va ser conquerida pels finlandesos. A l'extrem nord es trobava el Grup Oinonem, amb la 2a Brigada i la Brigada de Cavalleria, avançant cap al nord-est. Allà hi havia dues carreteres, amb l'ample bosc al mig, que el Grup Oinonen havia d'usar; per la qual cosa, la 71 Divisió de Fusellers decidí concentrar les seves tropes en una d'elles, per tal de forçar la 2a Brigada en un contraatac llançat entre el 16 i el 21 de setembre que els va fer retrocedir gairebé 10 km abans que ells mateixos es veiessin obligats a retrocedir davant l'atac de la brigada de cavalleria amenacés en encerclar-los. El Grup Oinonen continuà presionant la 71a Divisió, arribant al llac Vatselänjärvi el 29 de setembre i obrint la carretera de l'est.
Després de la conquesta de Petrozavodsk, s'ordenà a l'Exèrcit de Carèlia que continués l'ofensiva al nord a través del ferrocarril i capturés la cadena d'istmes del llac fins al riu Suununjoki. La 1a Divisió travessà la badia de Petrozavodsk fins al Cap Gromovskoje el 2 d'octubre i el 7 d'octubre havia netejat la part sud del cap. El primer istme va ser atacat per la 4a Divisió el 5 d'octubre, però l'avanç va ser lent a causa del 1072è Regiment d'Infanteria soviètic. Així doncs, la 1a Divisió va haver de prendre la responsabilitat de l'atac i el 5è Regiment va ser traspassat de la 4a Divisió a la 1a. També s'envià al 29è Regiment de refresc des de Petrozavodsk per donar suport a la 1a Divisió, i finalment, el 18 d'octubre s'arribà al riu Suununjoki. La 4a Divisió continuà l'atac cap al nord a la riba oest dels llacs, deixant només petits destacaments per assegurar els dos istmes següents fins que va arribar el Grup Oinonen, que avançava cap a l'est cap a l'istme situat entre els llacs Sunjärvi i Pälläjärvi el 13 d'octubre. L'atac continuà cap al nord a través de la riba oest del llac Pälläjärvi, i el 19 d'octubre, la 4a Divisió capturà el nus de carreteres de Juustjärvi, obrint la carretera cap a Karhumäki abans que el 126è Regiment soviètic aconseguís travessar la cruïlla, forçant-los a abandonar el seu equipament pesat i retirar-se cap al nord pels boscos.

## Aproximació a Mäntyselkä

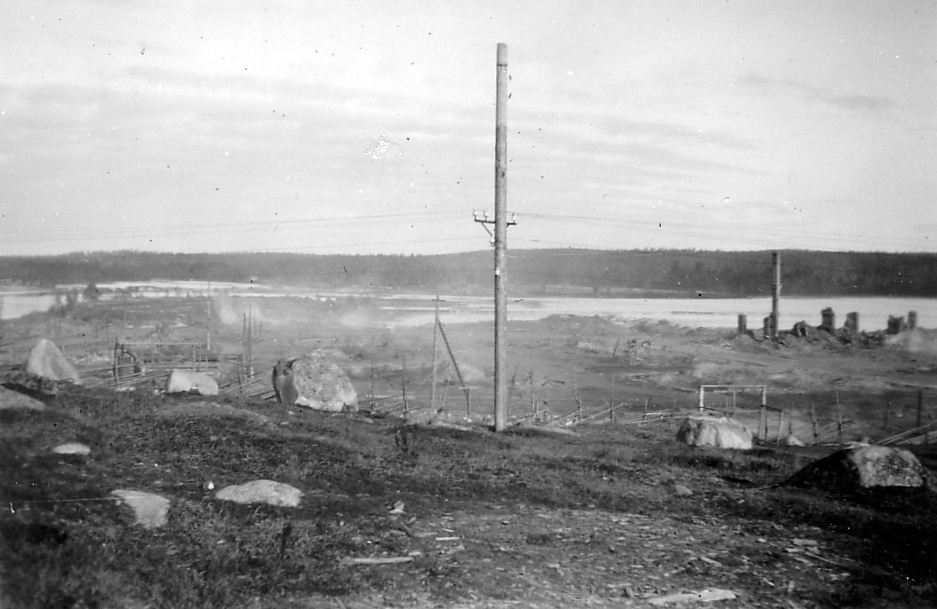
El poble de Porajärvi, totalment destruït després que fos capturat pels finlandesos el 12 d'octubre de 1941.

La 8a Divisió havia estat traslladada des de l'istme de Carèlia fins a Porajärvi, que havia estat capturat per la Brigada Kuusjärvi el 12 d'octubre, quan les tropes soviètiques començaren a retirar-se fins a les posicions anteriorment preparades per l'amenaça d'un avanç de la 4a Divisió cap a Juustjärvi. El 15 d'octubre, la 8a Divisió amb el reforç de la Brigada Kuussaari, començà l'atac cap al riu Suununjoki, i el 18 d'octubre capturà el nus de carreteres del llac Jänkäjärvi, des d'on continuà cap a Juustjärvi, on enllaçà amb la 4a Divisió el 20 d'octubre, i cap al llac Seesjärvi, on hi arribaren el 19. La 8a Divisió continuà netejant la riba sud del llac Seesjärvi i capturà el poble de Maaselkä l'1 de novembre, abans de ser aturats per la 289a Divisió d'Infanteria soviètica. L'atac començà de nou el 21 de novembre, després de 3 setmanes de preparatius, i va aconseguir pressionar als defensors contra les ribes del llac, però aquests aconseguiren retirar-se pel llac congelat el 28 de novembre. La captura de l'estació ferroviària de Maaselkä també fracassà, a causa del fet que la 263a Divisió d'Infanteria soviètica hi arribà just abans que els finlandesos. Com que es va fer evident que l'ofensiva no podria assolir l'objectiu principal (l'estació ferroviària), s'ordenà a la 8a Divisió que preparés posicions defensives.
La captura de Juustjärvi amenaçà el llarg front dret de les tropes soviètiques que defensaven la riba est del riu Suununjoki. Per tant, la 4a Divisió va ser reforçada amb el 45è Regiment i avançà cap a les ribes del llac Onega, per aïllar les tropes soviètiques allà situades. L'atac s'inicià el 20 d'octubre, i el 24 capturaren el poble de Mäntyselkä, a la punta meridional del llac Semsjärvi, però ja no pogué avançar més. El regiment 26 hagué d'envoltar l'enemic per la volta del llac, i a primera hora del matí del dia 27 aconseguí capturar Kumsa, tallant l'enllaç dels soviètics i forçant-los a retirar-se. Mentrestant, el 45è regiment havia avançat pels camins forestals i els millorà per tal que els poguessin emprar els vehicles motoritzats, arribant fins a la via ferroviària prop de l'estació de Käppäselkä el 27. Durant els dos dies següents, aconseguiren capturar l'estació i un tren blindat que havia quedat atrapat a l'estació.

## El Canal del Mar Blanc
Paral·lelament començà l'ofensiva principal pel riu Suununjoki, i la Brigada de Cavalleria aconseguí assegurar el cap de pont. L'endemà, la 2a Brigada també travessà el riu i començà a avançar cap a Kontupohja, mentre que la Brigada de Cavalleria girava cap al nord per dirigir-se cap al llac Santalanjärvi. L'endemà, la 1a Divisió també travessà el riu, i juntament amb la 2a Brigada atacaren Kontupohja, però el primer assalt fracassà i els finlandesos s'aturaren per realitzar preparatius. La 313a Divisió de Fusellers, que defensava Kontupohja, advertí que les noves tropes finlandeses amenaçaven les seves connexions cap al nord, de manera que començaren a retirar-se de Kontupohja al vespre del 2 de novembre, just abans que s'iniciés l'ofensiva finlandesa l'endemà al matí. Els finlandesos capturaren la ciutat en flames abans de mitjanit i continuaren la persecució dels soviètics en retirada, però tot i que la brigada de cavalleria havia tallat la via del tren i la carretera principal al nord, la divisió soviètica aconseguí retirar-se a correcuita per la carretera construïda entre la carretera principal i les ribes del llac.
La situació havia millorat per als defensors, a causa del fet que la longitud del front s'havia retallat en ambdós extrems del llac. Els reforços havien millorat la relació de forces: hi havia 3 divisions finlandeses i dues brigades contra 4 divisions soviètiques i una brigada. També els alts turons al sud i a l'oest de Karhumäki oferien posicions defensives naturals, que van ser millorades amb grans fortificacions, davant les quals s'aturà l'avanç finlandès el 8 de novembre.
Durant les dues properes setmanes els finlandesos temptejaren les defenses, i el 21 de novembre la 1a Divisió inicià un atac que aconseguí avançar 5 km en les defenses soviètiques abans de ser aturats. Al nord de Karhumäki, la 4a Divisió s'hagué d'aturar a només 4 km del centre de la ciutat el 19 de novembre. La renovada ofensiva començà el 29 de novembre, aconseguint trencant la defensa exterior a l'oest de la ciutat el 2 de desembre. Mentrestant, la 1a Brigada del Major General Lagus arribà al front i s'uní a l'ofensiva el 4 de desembre. L'endemà al matí, la 4a Divisió atacà des del nord, i la 1a Brigada des de l'oest, trencant les línies soviètiques i avançant cap a la ciutat. La 2a Brigada els seguí just darrere dels homes de Lagus i començà a netejar la ciutat mentre que la 1a Brigada continuava dirigint-se a l'est cap a Poventsa, on arribaren l'endemà, tancant el canal del Mar Blanc. Petites unitats van travessar el canal i avançaren alguns kilòmetres abans de tornar a Poventsa, on se'ls ordenà formar posicions defensives. La nit del 8 de desembre els sapadors soviètics vam fer esclatar les rescloses del canal, i la inundació posterior inutilitzà les trinxeres de Poventsa, ofegant alguns homes.

## Rukajärvi
Al nord de l'Exèrcit de Carèlia, la 14a Divisió d'Infanteria finlandesa (coronel Erkki Raappana) va avançar cap a Rukajärvi. La zona estava defensada pel 337è regiment d'infanteria (de la 54a Divisió de Fusellers) i el 73è Destacament de Guàrdies Fronterers, i també aquí els defensors havien preparat una zona d'entre 15 i 20 km de profunditat amb fortificacions de campanya.
Les primeres patrulles travessaren la frontera l'1 de juliol, i l'avanç general començà el dia 3. Els defensors aconseguiren retardar l'avanç soviètic, i no va ser fins al dia 8 en què aconseguiren conquerir Repola. L'avanç continuà fins a l'11, quan els finlandesos travessaren el llac Lieksajärvi i començaren a encerclar les tropes soviètiques de defensaven els estrets istmes. L'encerclament es completà per l'11 de juliol, i mentre que la temptativa soviètica d'obrir la carretera a l'est va fracassar el 23, començaren a evacuar personal pel llac Roukkulanjärvi. L'evacuació no va ser pas un èxit, ja que 100 homes s'ofegaren i 300 més foren capturats, quan el motti d'Omèlia finalment es rendí el 24.
Com que els finlandesos no tenien unitats lleugeres disponibles, van avançar lentament cap a l'est, i els combats següents van lliurar-se entre el 30 de juliol i el 12 d'agost pel control dels turons d'Ontrosenvaara, on la 54a Divisió de Fusellers havia estat reforçada, incloent seccions del 137è Regiment d'Infanteria i el 71è Destacament de Guàrdies Fronterers. Quan aquestes unitats van ser incapaces d'aturar l'avanç finlandès, el 7è Exèrcit Soviètic ordenà que la recentment formada 27a Divisió d'Infanteria es dirigís a la zona. Va resultar que els soviètics havien preparat acuradament les posicions defensives al turó de Rukavaara només uns kilòmetres a l'est, i les tropes en retirada assoliren aquestes posicions i aconseguiren aturar l'avanç finlandès durant 3 setmanes. El 3 de setembre, els finlandesos atacaren encerclant el turó i forçant als defensors a abandonar les seves posicions el 8 de setembre. El poble de Rukajärvi va ser conquerit l'11 de setembre, i el riu Onkajoki va ser travessat el 15 de setembre. Després d'avançar només 2 km, els finlandesos arribaren a les posicions soviètiques que no van poder capturar. Tot i que l'objectiu del regiment no s'assolí, la missió que Mannerheim els havia encarregat s'havia aconseguit al capturar i assegurar Rukajärvi, i la 14a Divisió passà a estar a la defensiva.